# Jan Liwacz
Jan Liwacz, né le 4 octobre 1898 à Dukla en Autriche-Hongrie (aujourd'hui en Pologne) et mort le 22 avril 1980 à Bystrzyca Kłodzka, est un forgeron polonais, survivant d'Auschwitz.

## Biographie

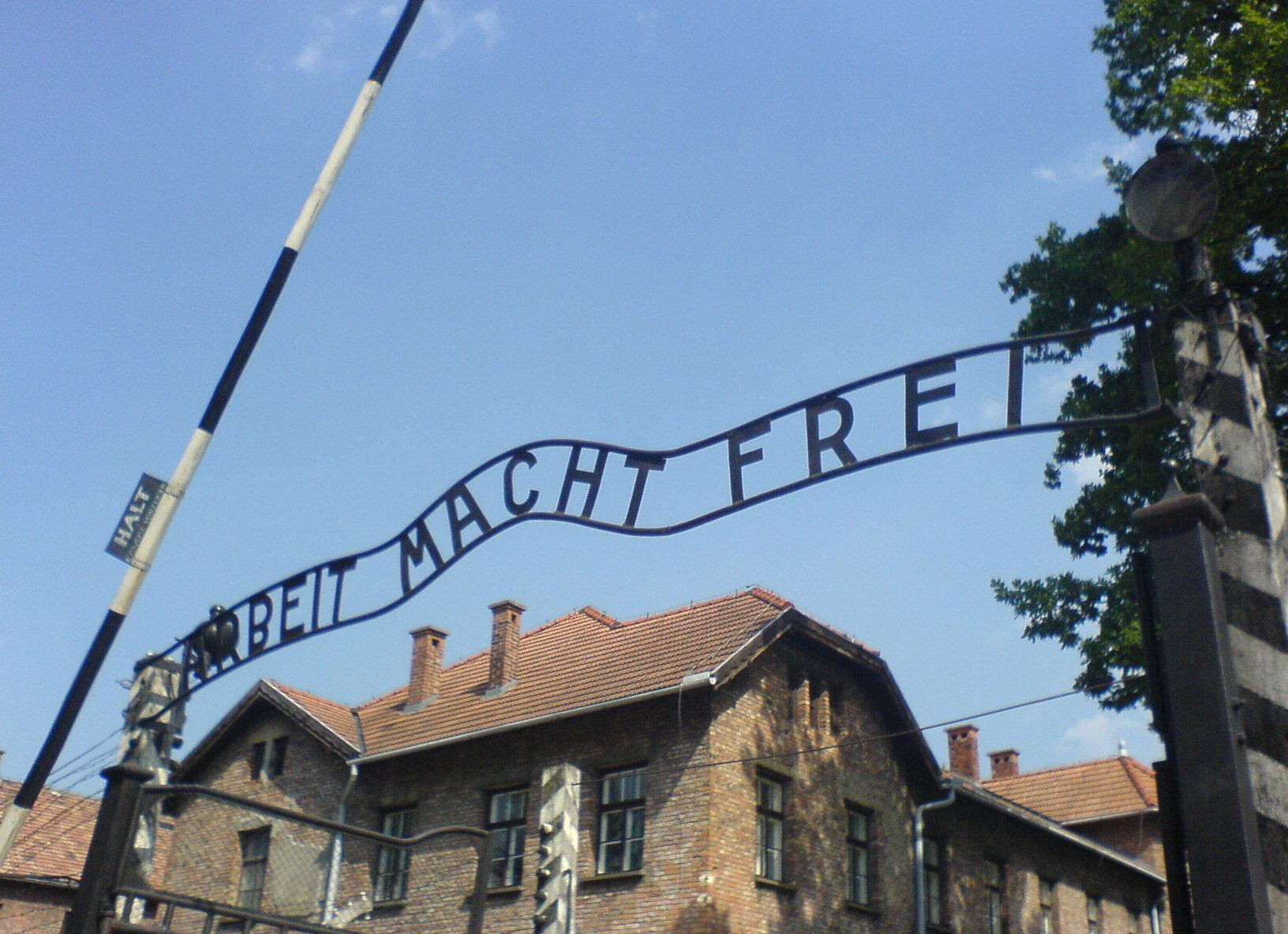
L'entrée d'Auschwitz I, avec le slogan Arbeit macht frei et le B retourné.

Jan Liwacz est arrêté le 16 octobre 1939 à Bukowsko et emprisonné à Sanok, Krosno, Cracovie et Nowy Wiśnicz. Le 20 juin 1940 il est déporté dans le camp de concentration d'Auschwitz I. À Auschwitz, il travaille comme ferronnier et fait notamment des rampes, grilles ou encore des lustres. Dans le camp principal, il est impliqué dans la ferronnerie de la porte d'entrée. La lettre B inversée du slogan Arbeit macht frei est considéré comme un signe de contestation de sa part et un petit acte de résistance.
Jan Liwacz est témoin d'un essai de gazage au Zyklon B par le commandant SS Rudolf Höss, son adjoint Karl Fritzsch, le Rapportführer Palitzsch et le SS Lachmann dans l'atelier de serrurerie.
Il est condamné deux fois le 8 juin 1942 et le 30 mars 1943 et mis à l'isolement dans le block 11 (surnommé « block de la mort »), lieu de punition et de torture, où il a survécu cinq semaines au total. En décembre 1944, il est transféré au camp de concentration de Mauthausen puis au camp de concentration d'Ebensee avant d'être libéré le 6 mai 1945.
À la suite du vol du panneau en 2009, retrouvé scindé en trois morceaux, c'est une copie qui est installée à l'entrée du camp, l'original étant conservé au musée national Auschwitz-Birkenau.
En 2008, pour le 110e anniversaire de la naissance de Jan Liwacz, une exposition s'est tenue à Bystrzyca Kłodzka présentant sa vie et ses œuvres.

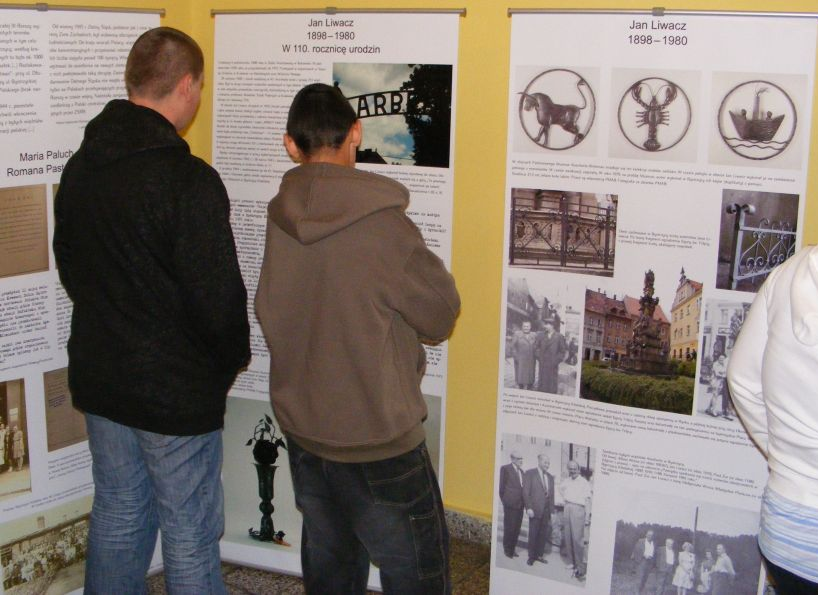
Exposition à Bystrzyca Kłodzka présentant sa vie et ses œuvres.